# Espacio métrico completo

## Definición
En análisis matemático, un espacio métrico {\displaystyle (X,d)} se dice que es completo si toda sucesión de Cauchy contenida en {\displaystyle X} converge a un elemento de {\displaystyle X}, es decir, existe un elemento del espacio que es el límite de la sucesión.
La idea intuitiva de este concepto es que no hay nada "pegado" a {\displaystyle X} y que no esté en {\displaystyle (X,d)}.
La importancia de los espacios completos radica en que, con frecuencia, para demostrar que una sucesión es convergente es mucho más fácil demostrar que la sucesión es de Cauchy, que demostrar directamente que la sucesión es convergente porque para demostrar que una sucesión es de Cauchy no se necesita conocer el valor al que converge. 
Una vez probada que la sucesión es de Cauchy, por la completitud del espacio, se colige que la sucesión converge. Se han podido construir en ellos métodos poderosos para demostrar la existencia de soluciones de ecuaciones (v.) numéricas, diferenciales o integrales con determinadas condiciones iniciales.

## Ejemplos
- El conjunto de los números reales, {\displaystyle \mathbb {R} }, es completo con la métrica habitual inducida por el valor absoluto.

- Sin embargo, {\displaystyle \mathbb {R} \setminus \{0\}} deja de serlo: la sucesión {\displaystyle a_{n}=n^{-1}} es de Cauchy pero no converge, pues su límite en los reales, el cero, está excluido del conjunto.

- Extendiendo el ejemplo anterior, los intervalos acotados y abiertos o semiabiertos de {\displaystyle \mathbb {R} }, tomados como espacios métricos, con la métrica inducida de los reales, no son completos.

- No obstante, todo intervalo cerrado de los reales es completo. En general, todo conjunto cerrado y acotado en {\displaystyle \mathbb {R} ^{n}} para {\displaystyle n\in \mathbb {N} } finito es completo. Esta afirmación no se cumple necesariamente en dimensión infinita.

- Otro espacio no completo es el espacio formado por el conjunto de los números racionales ({\displaystyle \mathbb {Q} }) con la métrica heredada de los reales (que es la inducida por el valor absoluto). Efectivamente, existen sucesiones de números racionales que convergen a números irracionales. Por ser sucesiones convergentes (al menos, dentro de {\displaystyle \mathbb {R} }), son de Cauchy. Pero su límite no es racional, es decir, está fuera del espacio considerado.

## Algunos resultados
- Sabemos que si tenemos un espacio vectorial {\displaystyle V}, y una norma {\displaystyle ||\cdot ||} sobre este, entonces podemos definir una métrica sobre {\displaystyle V}, {\displaystyle d:V\times V\to \mathbb {R} ,d(x,y)=||x-y||}, teniendo que {\displaystyle (V,d)} es un espacio métrico.  Así, cuando este es el caso, podemos caracterizar la noción de completitud de la siguiente manera: {\displaystyle (V,d)} es completo si y solo si toda serie en {\displaystyle V} absolutamente convergente es convergente.[1]

- Todo espacio vectorial normado de dimensión finita es completo si está definido sobre un cuerpo completo.
- Sea (X,d) un espacio métrico completo y sea Y un subconjunto no vacío de X. Entonces (Y,d) es un espacio métrico completo si y solamente si Y es un conjunto cerrado en (X,d).
- Además, todo espacio métrico puede ser completado, esto es, existe otro espacio métrico {\displaystyle (Y,d')} completo, y una isometría {\displaystyle i\colon X\to Y}, tal que {\displaystyle i(X)} es un conjunto denso en {\displaystyle Y}. Así, por ejemplo, el intervalo {\displaystyle (0,1)} y {\displaystyle \mathbb {Q} } pueden completarse, respectivamente, en el intervalo {\displaystyle [0,1]} y {\displaystyle \mathbb {R} }.
- Teorema de las esferas encajadas:

| Teorema: Sea (X,d) un espacio métrico. Es completo si y sólo si cualquier sucesión de esferas encajadas cuyos radios tiendan a cero tiene intersección no vacía. |

- Teorema del punto fijo de Banach (o de la aplicación contractiva):

| Sea (X,d) un espacio métrico completo y sea f: X → X una aplicación contractiva en X. Entonces existe un único punto fijo de f. Stefan Banach |